# Amel Shimoun Nona
Ne pas confondre avec Yohanna Petros Mouche, archevêque syro-catholique de Mossoul.
Amel Shimoun Nona (arabe : اميل شمعون نونا), né le 1er novembre 1967 à Alqosh, est un prélat catholique chaldéen irakien. Il était archevêque de Mossoul de 2009 à 2015 et archevêque-évêque de Sydney des Chaldéens depuis janvier 2015.

## Biographie
Amel Shimoun Nona, naît dans une famille assyrienne, à Alqosh, le 1er novembre 1967.
Après avoir terminé ses études secondaires en 1985, il entre au séminaire patriarcal chaldéen, puis est ordonné prêtre le 11 janvier 1991 à Bagdad. De 1993 à 1997, il exerce la charge de vicaire paroissial à Alqosh, puis celle de curé jusqu'en 2000. Il s'inscrit ensuite à l'université pontificale du Latran et obtient un doctorat en théologie en 2005, date à laquelle il rejoint son pays où il travaille comme professeur d'anthropologie au collège Babel. Quelque temps après, il est nommé vicaire général du diocèse catholique chaldéen d'Alqosh.
Après le meurtre de Mgr Paulos Faraj Rahho, il est élu archevêque de l'Archéparchie de Mossoul des Chaldéens, le 5 mai 2009, par le synode des évêques de l'Église catholique chaldéenne. Le pape Benoît XVI valide alors l'élection le 13 novembre suivant. Mgr Nona est consacré le 8 janvier 2010 par le patriarche Emmanuel III Karim Delly, et installé le 22 janvier. Mais lorsqu'en 2014 l'État islamique envahit Mossoul et fait exploser son évêché, il doit s'exiler à Erbil et met en garde l'Occident face à l'islamisme.
Depuis le 15 janvier 2015, il est l'éparque de Saint-Thomas l'Apôtre de Sydney en Australie, conservant le titre ad personam d'archéparque. Sa juridiction s'étend sur tous les Catholiques chaldéens d'Océanie.